# Amblypharyngodon
Amblypharyngodon är ett släkte av fiskar. Amblypharyngodon ingår i familjen karpfiskar.
Kladogram enligt Catalogue of Life:
| Amblypharyngodon | \| \| Amblypharyngodon atkinsonii \| \| \| \| \| \| Amblypharyngodon chulabhornae \| \| \| \| \| \| Amblypharyngodon melettinus \| \| \| \| \| \| Amblypharyngodon microlepis \| \| \| \| \| \| Amblypharyngodon mola \| \| \| \| |
|                  | \| \| Amblypharyngodon atkinsonii \| \| \| \| \| \| Amblypharyngodon chulabhornae \| \| \| \| \| \| Amblypharyngodon melettinus \| \| \| \| \| \| Amblypharyngodon microlepis \| \| \| \| \| \| Amblypharyngodon mola \| \| \| \| |
|                  | Amblypharyngodon atkinsonii |
|                  | |
|                  | Amblypharyngodon chulabhornae |
|                  | |
|                  | Amblypharyngodon melettinus |
|                  | |
|                  | Amblypharyngodon microlepis |
|                  | |
|                  | Amblypharyngodon mola |
|                  | |

IUCN förtecknar även Amblypharyngodon grandisquamis.

## Bildgalleri

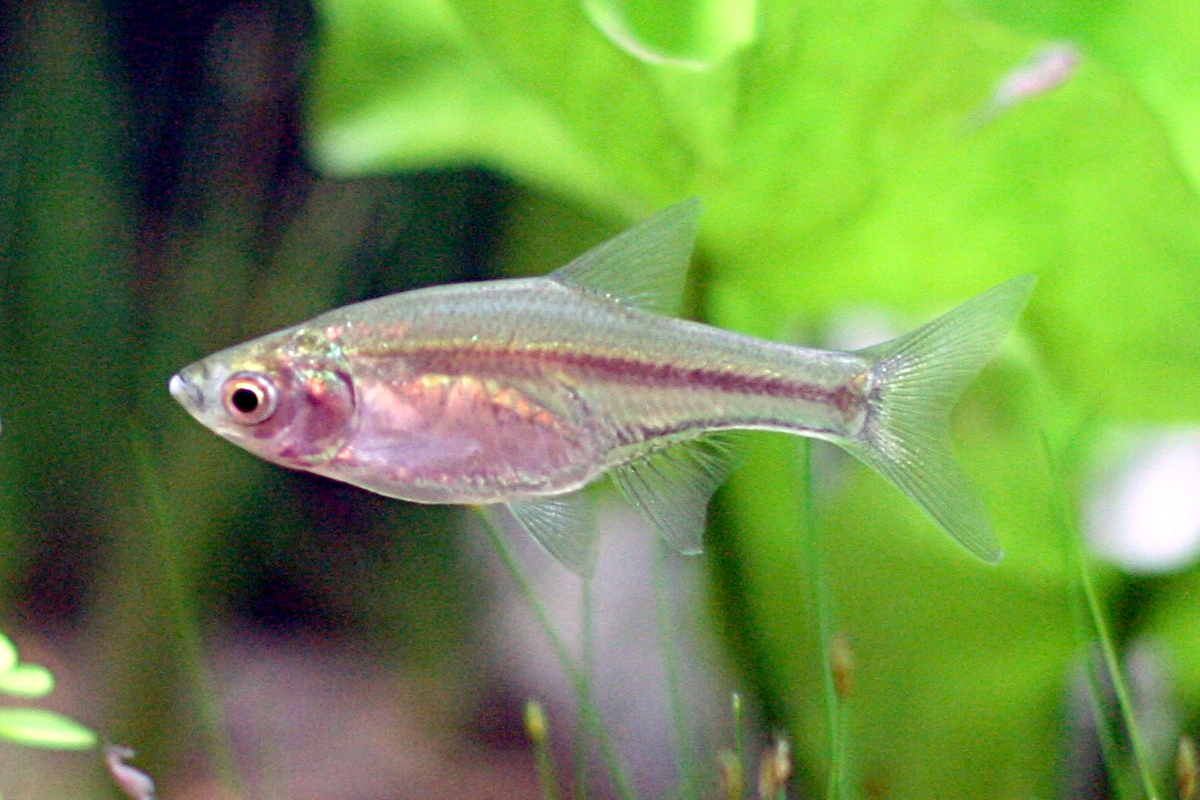